# Орден братства и јединства
Орден братства и јединства (мкд. Орден братство и единство; словен. Red bratstva in enotnosti) је био одликовање Социјалистичке Федеративне Републике Југославије у два степена, које се додељивало од 1943. до 1992. године.
Орден братства и јединства у једном степену установио је Врховни командант НОВ и ПОЈ Јосип Броз Тито 15. августа 1943. године Указом о одликовањима у Народноослободилачкој борби, а добијао се — за осведочени рад на остварењу јединства наших народа. После завршетка рата, Председништво Антифашистичког већа народног ослобођења Југославије је 9. јуна 1945. године донело Закон о орденима и медаљама Демократске Федеративне Југославије према коме је Орден братства и јединства добио два реда, а додељивало за — нарочите заслуге у ширењу братства међу народима и народностима и развијању политичког и моралног јединства народа. Орден се носио на десној страни груди.
Законом о изменама и допунама Закона о одликовањима ФНР Југославије од 1. марта 1961. године извршена је измена назива Ордена, па је од тада имао следеће редове:
- Орден братства и јединства са златним венцем — 12 у важносном реду југословенских одликовања.
- Орден братства и јединства са сребрним венцем — 21 у важносном реду југословенских одликовања.

Аутори Ордена, као и већине југословенских одликовања, били су сликар Ђорђе Андрејевић Кун и вајар Антун Аугустинчић. Орден представља модификовани грб СФРЈ, у виду заједничког пламена најпре пет, а касније шест бакљи. Пламенове носи стилизована рељефна петокрака звезда, уоквирена ловоровим венцем златне или сребрне боје, у зависности од степена одликовања.Први примерци су били израђивани у Московској ковници новца у Совјетском Савезу. После рата, Орден се најпре израђивао у златарско-резбарској радионици „Браће Кнаус” у Загребу, а потом у Индустријској ковници „Орешковић Марко” (ИКОМ), такође у Загребу.
Од почетка доделе овог одликовања, 1. септембра 1944. до 31. децембра 1985. године додељено је 3.870 Ордена братства и јединства са златним венцем (I реда), а од 8. јуна 1945. до 31. децембра 1985. године додељено је 55.675 Ордена братства и јединства са сребрним венцем (II реда).
| Изглед одликовања |  |
|                   |  |
| Траке одликовања  |  |
|                   |  |